# Carral
Carral es un municipio y un lugar español de la provincia de La Coruña (Galicia). El municipio forma parte del área metropolitana de La Coruña.

## Geografía
Integrado en la comarca de La Coruña, se sitúa a 22 kilómetros de la capital provincial. El término municipal está atravesado por la carretera  N-550 , que une La Coruña con Portugal, por la autovía del Noroeste  A-6  en el pK 574, por la carretera  AC-542 , que une Betanzos con la carretera  N-550 , y por numerosas carreteras locales que permiten la comunicación entre las parroquias. 
El relieve del municipio está caracterizado por el valle del río Barcés y los montes que lo circundan. El oeste del territorio es más montañoso por la presencia de los Montes do Xalo, que superan los 400 metros de altitud. El fértil valle del río Barcés da lugar a las zonas más llanas del municipio. La altitud oscila entre los 438 metros en los Montes de Xalo, al oeste, y los 40 metros a orillas del río Barcés. El pueblo se alza a 140 metros sobre el nivel del mar. 
| Noroeste: Culleredo y Cambre | Norte: Cambre                  | Noreste: Abegondo |
| Oeste: Culleredo y Cerceda   |                                | Este: Abegondo    |
| Suroeste: Cerceda            | Sur: Órdenes y Mesía (exclave) | Sureste: Abegondo |

Limita con los municipios de Órdenes, Abegondo, Mesía, Cambre, Cerceda y Culleredo.

## Geografía humana

### Demografía
Cuenta con una población de 6775 habitantes (INE 2024).
| Gráfica de evolución demográfica de Carral entre 1842 y 2021                                                          |
| |
| Población de derecho según los censos de población del INE. Población de hecho según los censos de población del INE. |

### Lugar
| Gráfica de evolución demográfica de Carral (lugar) entre 2000 y 2019 |
|                                                                      |
| Datos según el nomenclátor publicado por el INE.                     |

## Parroquias
Parroquias que forman parte del municipio:
- Cañas (Santa Eulalia)[5]
- Paleo (Santo Estevo)
- Quembre (San Pedro)
- Sergude (San Xián)
- Sumio (Santiago)
- Tabeayo[4]
- Veira[4]
- Vigo (San Vicente)

## Festejos
- Fiestas del Socorro, que se celebran alrededor del 8 de septiembre en honor a su patrona.  Dentro de la misma destaca otro festejo de carácter gastronómico la Fiesta de la empanada, que se desarrolla en torno a este producto gastronómico de tradición en las panaderías del municipio.
- Fiestas de Santo Estevo, el 26 de diciembre en honor al patrón del pueblo.
- Fiesta del pan, sin una fecha fija en el calendario, pero entre los meses de mayo y junio, en la que se ensalza este afamado producto que sale de las numerosas panaderías de este pueblo.
- Fiesta del queso, otra fiesta de carácter gastronómico en la que se dan cita las queserías de la zona. Se celebra en el mes de abril.
- Fiesta del burro, concurso equino en el que se premia a los mejores ejemplares de la zona. Suele coincidir alrededor de la feria del 4 de julio.
- Feira do cabalo, en el mes de agosto, donde además de los mejores ejemplares de la zona acuden ejemplares de todo el país.
- Magosto popular, otra fiesta de carácter gastronómico donde las gentes se reúnen alrededor de un buen puñado de castañas.